# Station Sarreinsming
Station Sarreinsming is een spoorwegstation in de Franse gemeente Sarreinsming.